# Museo Mesoamericano del Jade
El Museo Mesoamericano del Jade se encuentra en San Cristóbal de Las Casas de México, el espacio utilizado como museo está situado en la Casa del Jade, centro cultural y empresa líder en el conocimiento y manejo del Jade en Mesoamérica. Posee talleres propios, que se encuentran en San Cristóbal de las Casas y Antigua Guatemala. Se trabaja con el jade proveniente de los antiguos yacimientos de las montañas de Chalchihuitan, a 50 km al norte de San Cristóbal y de la cuenca del río Motagua, en Guatemala.

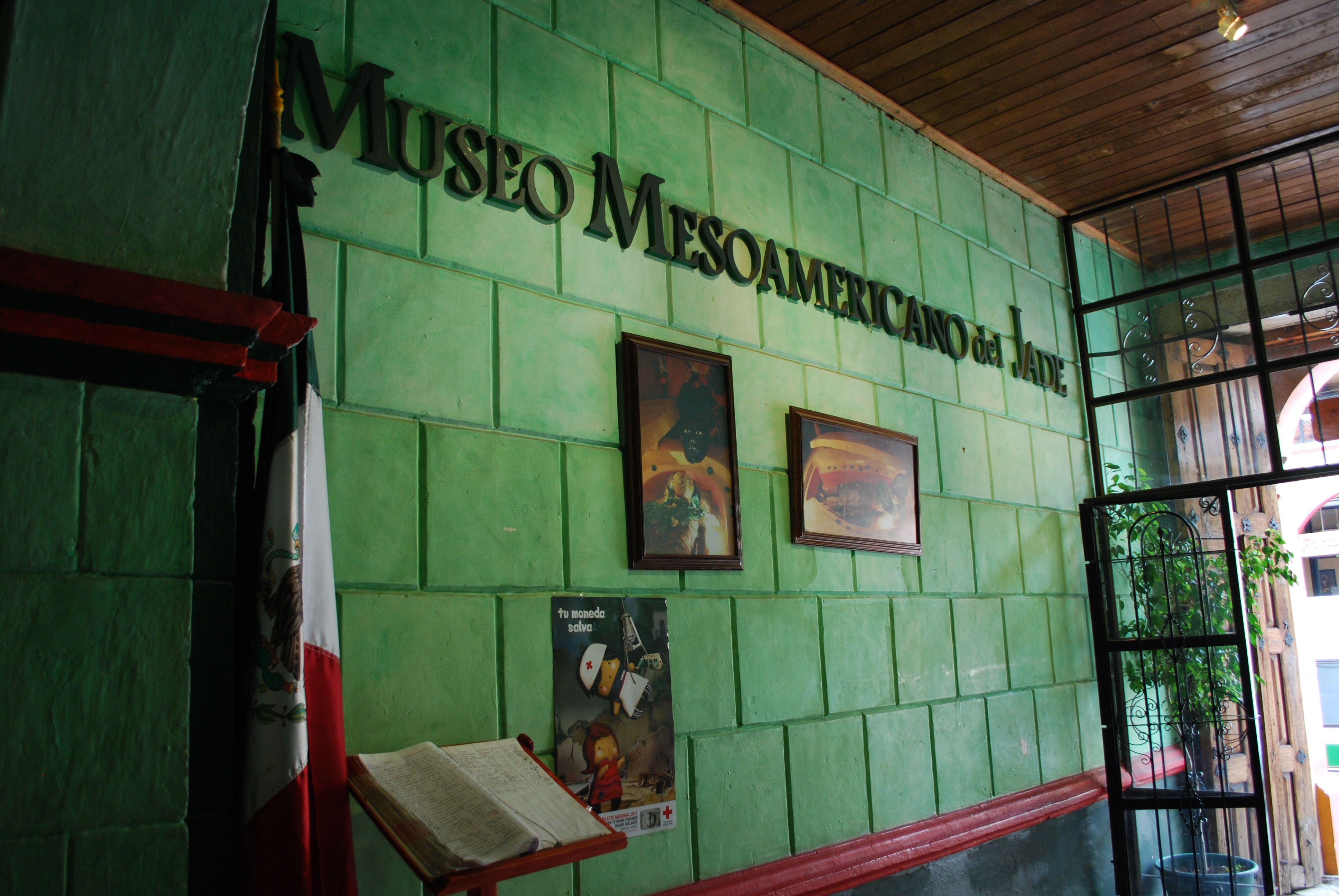
Entrada al Museo Mesoamericano del Jade

## Sede

Chiapas, México

El Museo está dentro de las instalaciones de La Casa del Jade de México, en una casa colonial situada en el centro histórico de San Cristóbal de Las Casas, a pocos metros de la Catedral y el Palacio Municipal y enfrente del conocido restaurante El Fogón de Jovel. Esta ciudad colonial es una de las más características del sureste de México, entre las altas montañas del centro del estado de Chiapas, que tiene más de 75 mil kilómetros cuadrados y posee una población que supera los cuatro millones y medio de habitantes. Es la región-estado situada más al suroeste de México y posee increíbles paisajes y atractivos turísticos, históricos y culturales. 

## Historia

### Los inicios de la industrialización del jade
Se creó una base para el desarrollo de la industrialización del jade, tras haber localizado distintos yacimientos donde abundaba esta piedra y que estaban situados en diferentes áreas de Mesoamérica, como Guerrero, Guatemala y Chiapas principalmente; esto permitió crear una fuente de trabajo importante, que repartía los beneficios económicos en las diferentes actividades relacionadas que empezaron a desarrollarse.
Tras más de 12 años de investigaciones y 3 de trabajos operativos, se abrió en San Cristóbal de Las Casas un espacio museográfico que valorara las grandes aplicaciones del jade en la historia de los pueblos mesoamericanos.

### Orígenes de la Casa del Jade y la creación del Museo
La Casa del Jade fue fundada en 1977 en la ciudad colonial de Antigua, Guatemala, desarrollándose a partir de los yacimientos con registro propio, en un área de la Sierra de las Minas, en el municipio de Usumatlán, Zacapa. Actualmente las instalaciones principales de esta institución se encuentran en una parte del edificio El Jaulón, patrimonio histórico de la ciudad.
Cuándo en 1990 se confirmó el hallazgo de los yacimientos de Chalchihuitan, Chiapas, se vio la oportunidad de darle a la entidad no solo una visión comercial, sino también un respaldo cultural importante. Así, tras un amplio trabajo de investigación y documentación,  se creó en 1999 La Casa del Jade de México, en San Cristóbal de Las Casas, Chiapas. En octubre de 2001, en esa misma ciudad, se abrió el Museo Mesoamericano del Jade, que se situó en una antigua casa colonial del centro histórico.

### Dirección de la entidad y colaboradores
Está dirigida por Gerardo Leech y Herbert Castellanos y cuenta con más de cien colaboradores. Está considerada como una importante industria líder en investigación, producción, comercialización y calidad de los productos.
- Gerald Leech, presidente: Fundador de la Casa del Jade en 1977 e impulsor del desarrollo social y económico en Antigua, Guatemala.
- Herbert Castellanos, director: Empresario en el ámbito turístico del sureste de México e impulsor del turismo que se encuentra en contacto con la naturaleza y la protección del medio ambiente e investigador histórico. Por gestiones de él se creó el Museo Mesoamericano del Jade.
- Maria Elena González, gerente general en Guatemala.

#### Colaboradores
- Ayax Moreno: Artista plástico e investigador arqueológico.
- Mark Sanzin: Arquitecto, artista plástico e investigador arquitectónico.
- Damián Pérez: Maestro tallador de jade.
- Estela López: Diseñadora.
- Edgar Marín: Encargado de producción en San Cristóbal.
- Mayari Beatriz Castellanos: Promoción y relaciones públicas.
- Carla Vielman: Encargada de relaciones públicas en Antigua, Guatemala.
- Fredy Gómez: Encargado de la sala de ventas en Antigua.

## Recorrido y colecciones
Este museo cuenta con cuatro espacios o salas, donde se exponen las piezas más representativas de este mineral precioso, asociadas a ocho culturas mesoamericanas, cuyos originales no se encuentran en posesión del museo, sino
en manos de grandes coleccionistas privados o importantes museos extranjeros. 
- Sala Preclásica: aquí podemos encontrar piezas mocayas, olmecas, zapotecas y teotihuacanas.

- Sala Clásica: En esta sala se encuentran piezas de la Cultura Maya de Belice, Honduras, Guatemala, Campeche y Chiapas.

- Sala Postclásica: Aquí se exponen piezas Aztecas y Toltecas.

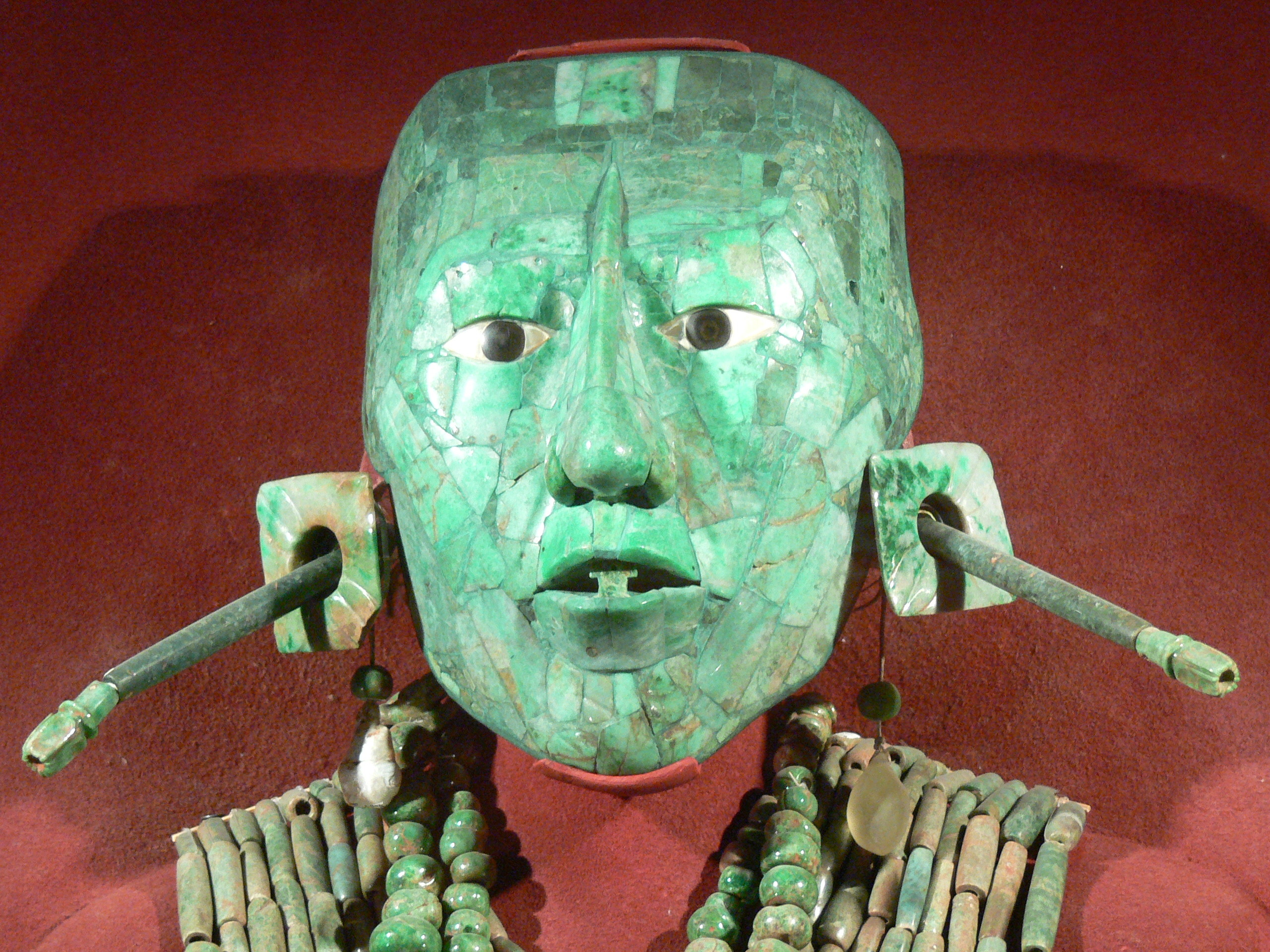
Máscara mortuoria de K'inich Janaab' Pakal

- Sala del sepulcro. La tumba de Pakal: es una de las partes más representativas del recorrido, aquí vemos la recreación a tamaño original del entierro del soberano del reino de Bak; que se encontró en un sepulcro situado en el fondo del Templo de las Inscripciones, en la antigua ciudad Maya, actualmente conocida como las Ruinas de Palenque, en Chiapas. Esta recreación no sigue el rigor científico de los trabajos profesionales de arqueólogos y restauradores, pero sí que está sujeta a toda la información profesional disponible. Esta réplica empezó a realizarse en abril de 1999, y fue terminada en octubre de 2001. Las tallas del sepulcro y lápida están hechas en piedra artificial (marmolina y calhidra, cemento puzolánico y concreto de portland). El peso de la lápida es de 1.200 km (1,2 toneladas) y la original es de aproximadamente 10 toneladas; al sarcófago se le ha dado un peso aproximado de 4 toneladas de peso. Para la recreación de los nueve Bolontiku’s se utilizó estuco, resultado de una mezcla de cal natural y resina de árbol de caulote con goma de copal y cemento blanco; y para las pinturas, tintas acrílicas.

Además de estos espacios, el museo cuenta con una importante colección de cerámica Olmeca y Maya que también está expuesta, así como de una biblioteca especializada, laboratorio de análisis, área didáctica para niños y jóvenes e instalaciones dedicadas a la adquisición de réplicas arqueológicas y fina joyería de jade. Este mineral precioso es trabajado por expertos artesanos y diseñadores, que combinándolo con oro y plata consiguen crear joyería de alta calidad; y es que aparte de utilizar uno de sus espacios como museo de esta piedra preciosa, una de sus labores más importantes es la creación de joyería exclusiva. 
También se hacen réplicas arqueológicas de este mineral, que son acompañadas con cédulas informativas y un certificado respaldado por las Instituciones Arqueológicas oficiales de México, Guatemala, Honduras o Belice, según la procedencia de dicha réplica. En el Museo Mesoamericano del Jade, se encuentran joyas y objetos relacionados con ocho de las principales culturas de Mesoamérica:
- Mocaya
- Olmeca
- Teotihuacana
- Cultura Mixteca
- Cultura Zapoteca
- Cultura Maya
- Tolteca
- Azteca

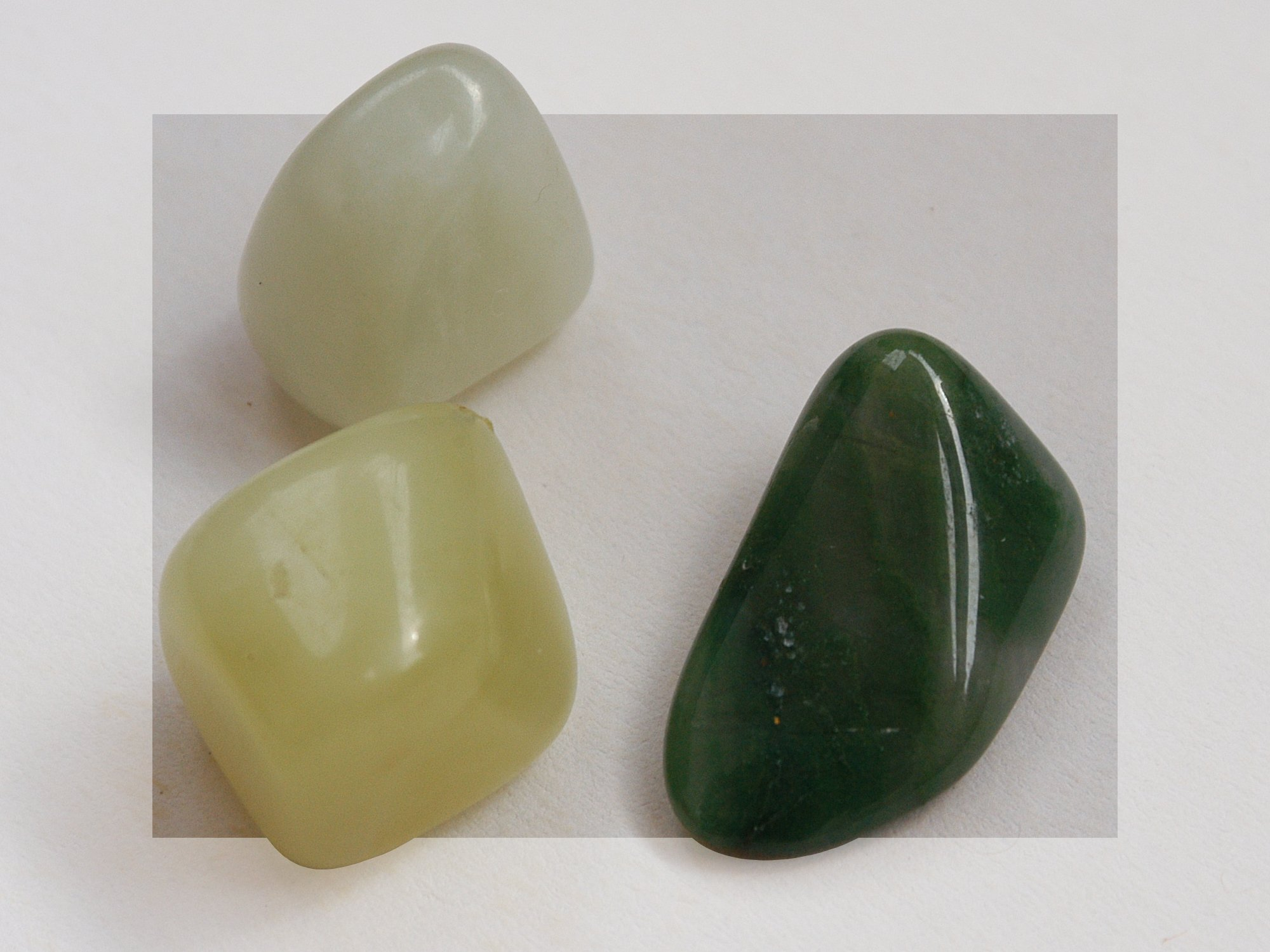
Piedras de jade.

La página web oficial tiene acceso a un recorrido virtual en el que se puede ver el Salón Preclásico, El sepulcro del rey de Pakal y la sala dedicada a la muestra de Joyería.